# Raphiglossa rasnitsyni
Raphiglossa rasnitsyni (лат.) — вид одиночных ос семейства Vespidae. Эндемик Туркмении. Назван в честь профессора Александра Павловича Расницына.

## Распространение
Средняя Азия: Туркмения (Ахалский велаят, около бывшего посёлка Фирюза).

## Описание
Длина около 1 см. Чёрная оса с сильно развитым жёлтым рисунком: на наличнике (кроме чёрных боковых краев), лбу (кроме чёрных участков вокруг усиковых ямок), щеках (кроме красновато-коричневого нижнего края), скапусе, дорсальной и латеральной частях переднеспинки (кроме двух чёрных пятен на спине и переднебоковых чёрных участков), большая часть мезэпистерны и верхняя часть мезэпимерона, щиток, заднеспинка, дорсолатеральные части проподеума, боковые части проподеума (кроме черных участков, прилегающих к вальвуле), передние ноги (кроме чёрных тазиков и красновато-коричневых лапок), средних ногах (кроме дорсальных чёрных пятен на тазиках и красновато-коричневых лапках), задних ногах (кроме дорсальных чёрных пятен на тазиках, вертлугах, бёдрах и красновато-коричневых лапках). Также жёлтый рисунок на тергите Т1 (кроме красновато-коричневой дорсальной средней линии и вентральных краёв), Т2 (кроме большого базального красновато-коричневого пятна), апикальных полос на Т3 — Т5, почти весь Т6 (кроме чёрного переднего края), апикальные полосы на Т2 — Т4, боковые пятна на Т5. Мандибулы (кроме чёрных зубов), нижний край щеки, педицель, членики жгутика F1 — F3 целиком, F4 — F9 вентрально, лапки, дорсальная срединная линия на T1, вентральные края T1 и большое базальное пятно на T2 красновато-коричневое.
Новый вид напоминает Raphiglossa eumenoides по размеру тела и пропорциям 1-го тергита брюшка, но сильно отличается от него наличием узкой проподеальной вогнутости, которая в основании меньше ширины 1-го тергита метасомы, передний край наличника глубоко выемчатый и с единственным зубцом в центре у самок. Также отличается гениталиями самца: с уменьшенным отростком парамер (гоностилем), дигитусом без заднего отростка и крупным эдеагусом, расширенным (сбоку) к вершине и изогнутым дорсально.

## Таксономия и этимология
Вид Raphiglossa rasnitsyni был впервые описан в 2021 году российским гименоптерологом А. В. Фатерыгой (Карадагский заповедник, Россия) по типовым материалам, собранным в 1988 году в Туркмении. Видовое название дано в честь палеоэнтомолога Александра Павловича Расницына (Палеонтологический институт РАН, Москва) за его крупный вклад в изучение перепончатокрылых насекомых и по случаю его 85-летия.